# Beware of Dog (album)
Albums de Lil' Bow Wow
Doggy Bag
(2001)
Singles
1. Bounce with Me
Sortie : 8 août 2000
2. Bow Wow (That's My Name)
Sortie : 17 octobre 2000
3. Puppy Love
Sortie : 27 janvier 2001
4. Ghetto Girls
Sortie : Mars 2001

Beware of Dog est le premier album studio de Lil' Bow Wow, sorti le 26 septembre 2000.
L'album s'est classé 3e au Top R&B/Hip-Hop Albums et 8e au Billboard 200.
Grâce aux ventes fulgurantes, aussi bien aux États-Unis que dans le reste du monde, de cet album, Lil' Bow Wow devient le plus jeune artiste musical de tous les temps à obtenir un disque de platine. La RIAA a certifié l'album double disque de platine le 5 mars 2001, avec deux millions de copies écoulées. Dans une interview de 2009, le rappeur a affirmé que l'album s'était vendu à trois millions d'exemplaires depuis sa sortie.

## Production
En 1998, à l'âge de 11 ans, Lil' Bow Wow rencontre le producteur Jermaine Dupri, qui l'aide à construire sa carrière.
En 2000, celle-ci débute avec Beware of Dog. L'album est entièrement écrit et produit par Jermaine Dupri et Bryan-Michael Cox.
L'album inclut plusieurs singles : Bounce with Me, en featuring avec le groupe Xscape ; Bow Wow (That's My Name), en featuring avec Snoop Dogg (classé 1er au Hot Rap Songs) ; Puppy Love et Ghetto Girls.

## Liste des titres
| No  | Titre                                                       | Contient un (des) sample(s) de | Durée |
| --- | ----------------------------------------------------------- | --- | ----- |
| 1.  | Intro                                                       | | 0:21  |
| 2.  | The Future (featuring R.O.C.)                               | | 2:36  |
| 3.  | Bounce With Me (featuring Xscape)                           | Love Serenade (Part II) de Barry White | 2:56  |
| 4.  | Puppy Love (featuring Jagged Edge)                          | | 3:29  |
| 5.  | You Know Me (featuring Jermaine Dupri et Da Brat)           | | 3:08  |
| 6.  | The Dog in Me                                               | | 3:22  |
| 7.  | Bow Wow (That's My Name) (featuring Snoop Dogg)             | Dernier Domicile connu de François de Roubaix Atomic Dog de George Clinton Fuck Wit Dre Day (And Everybody's Celebratin') de Dr. Dre featuring Snoop Dogg My Name Is d'Eminem | 3:44  |
| 8.  | This Playboy (featuring R.O.C., Jermaine Dupri et Big Duke) | | 3:37  |
| 9.  | Ghetto Girls                                                | Covert Action des Crusaders | 3:15  |
| 10. | You Already Know                                            | Fuck Wit Dre Day (And Everybody's Celebratin') de Dr. Dre featuring Snoop Dogg                                                                                                | 3:18  |
| 11. | Bounce With Me (Extended LP Mix) (featuring Xscape)         | | 4:43  |